# Shields (album)
Shields – czwarty album brooklyńskiego zespołu Grizzly Bear, wydany 18 września 2012 roku. Płyta uzyskała pozytywne recenzje i 86 punktów na 100 na stronie Metacritic.

## Lista utworów
Wszystkie utwory napisane przez Grizzly Bear.
1. "Sleeping Ute" – 4:35
2. "Speak in Rounds" – 4:24
3. "Adelma" – 1:02
4. "Yet Again" – 5:18
5. "The Hunt" – 3:44
6. "A Simple Answer" – 6:00
7. "What's Wrong" – 5:44
8. "Gun-Shy" – 4:30
9. "Half Gate" – 5:29
10. "Sun in Your Eyes" – 7:06

## Personel

### Grizzly Bear
- Christopher Bear – perkusja, bębny, dodatkowe wokale, automat perkusyjny, gitara hawajska, organy wurlitzer, syntezatory
- Edward Droste – dodatkowy I główny wokal
- Daniel Rossen – gitary, fortepian, dodatkowy wokal, syntezatory, wiolonczela, aranżacje instrumentów dętych I smyczkowych
- Chris Taylor - bass guitar, backing vocals, syntezatory, saksofony, klarnet, klarnet basowy, flety, automat perkusyjny, aranżacje instrumentów dętych I smyczkowych

### Dodatkowi muzycy
- Tatum Greenblatt - trąbka, skrzydłówka
- Louis Shwadron – róg
- Nat Baldwin - kontrabas

### Nagrywanie
- Chris Taylor – producent, nagrywanie
- Michael Brauer - miksowanie
- Ryan Gilligan – inżynier dźwięku
- Yale Yng-Wong - asystent inżyniera dźwięku
- Jake Aron - asystent inżyniera dźwięku
- Bob Ludwig - mastering

### Okładka
- Richard Diebenkorn - obrazek
- Ben Tousley - design

## Notowania
- UK Albums Chart: 17[6]
- Billboard 200: 7[7]